# Clavus vibicinus
Clavus vibicinus is een slakkensoort uit de familie van de Drilliidae. De wetenschappelijke naam van de soort is voor het eerst geldig gepubliceerd in 1779 door Helbling.